# کلایو فورستر کوپر
 کلایو فورستر کوپر (انگلیسی: Clive Forster Cooper؛ ۳ آوریل ۱۸۸۰ – ۲۳ اوت ۱۹۴۷) یک دیرین‌شناس اهل بریتانیا بود. 